# Asterio de Auca
Asterio fue obispo católico de la diócesis de Auca, en el reino visigodo de Toledo, a finales del siglo VI.
Contemporáneo de los reyes visigodos Leovigildo y Recaredo, debió ser consagrado obispo de Auca (por aquel entonces sufragánea de Tarragona) varios años antes del 589, pues en las actas del III Concilio de Toledo celebrado este año suscribió en 29º lugar precediendo a otros 34 obispos, por lo que se le supone una antigüedad de varios años en la sede; también se halló presente en el concilio de Zaragoza del 592 y en el concilio de Toledo del 597.
Se desconoce cuánto tiempo sobrevivió más allá de esta última fecha: en el concilio de Egara del 614 ya no aparece su nombre.